# Patinella mediterranea
Patinella mediterranea is een mosdiertjessoort uit de familie van de Lichenoporidae. De wetenschappelijke naam van de soort is voor het eerst geldig gepubliceerd door de Blainville.